# Ле-Терн
Ле-Терн (фр. и окс. Les Ternes) — коммуна во Франции, находится в регионе Овернь. Департамент — Канталь. Входит в состав кантона Сен-Флур-Сюд. Округ коммуны — Сен-Флур.
Код INSEE коммуны — 15235.
Коммуна расположена приблизительно в 440 км к югу от Парижа, в 90 км южнее Клермон-Феррана, в 50 км к востоку от Орийака.

## Население
Население коммуны на 2008 год составляло 546 человек.
| 1962 | 1968 | 1975 | 1982 | 1990 | 1999 | 2008 |
| ---- | ---- | ---- | ---- | ---- | ---- | ---- |
| 409  | 459  | 428  | 425  | 450  | 455  | 546  |

## Экономика
В 2007 году среди 338 человек в трудоспособном возрасте (15—64 лет) 261 были экономически активными, 77 — неактивными (показатель активности — 77,2 %, в 1999 году было 71,8 %). Из 261 активных работали 248 человек (135 мужчин и 113 женщин), безработных было 13 (6 мужчин и 7 женщин). Среди 77 неактивных 26 человек были учениками или студентами, 24 — пенсионерами, 27 были неактивными по другим причинам.

## Достопримечательности
- Замок Терн[фр.] (XV век). Памятник истории с 2008 года[3]
- Церковь Сен-Мартен (XV век). Памятник истории с 1926 года[4]
- Дольмен Аллёз. Памятник истории с 1986 года[5]

## Фотогалерея
- Карта коммуны